# Kunoy (település)
Kunoy (dánul: Kunø) település Feröer Kunoy nevű szigetén. Közigazgatásilag Kunoy községhez tartozik.

## Földrajz

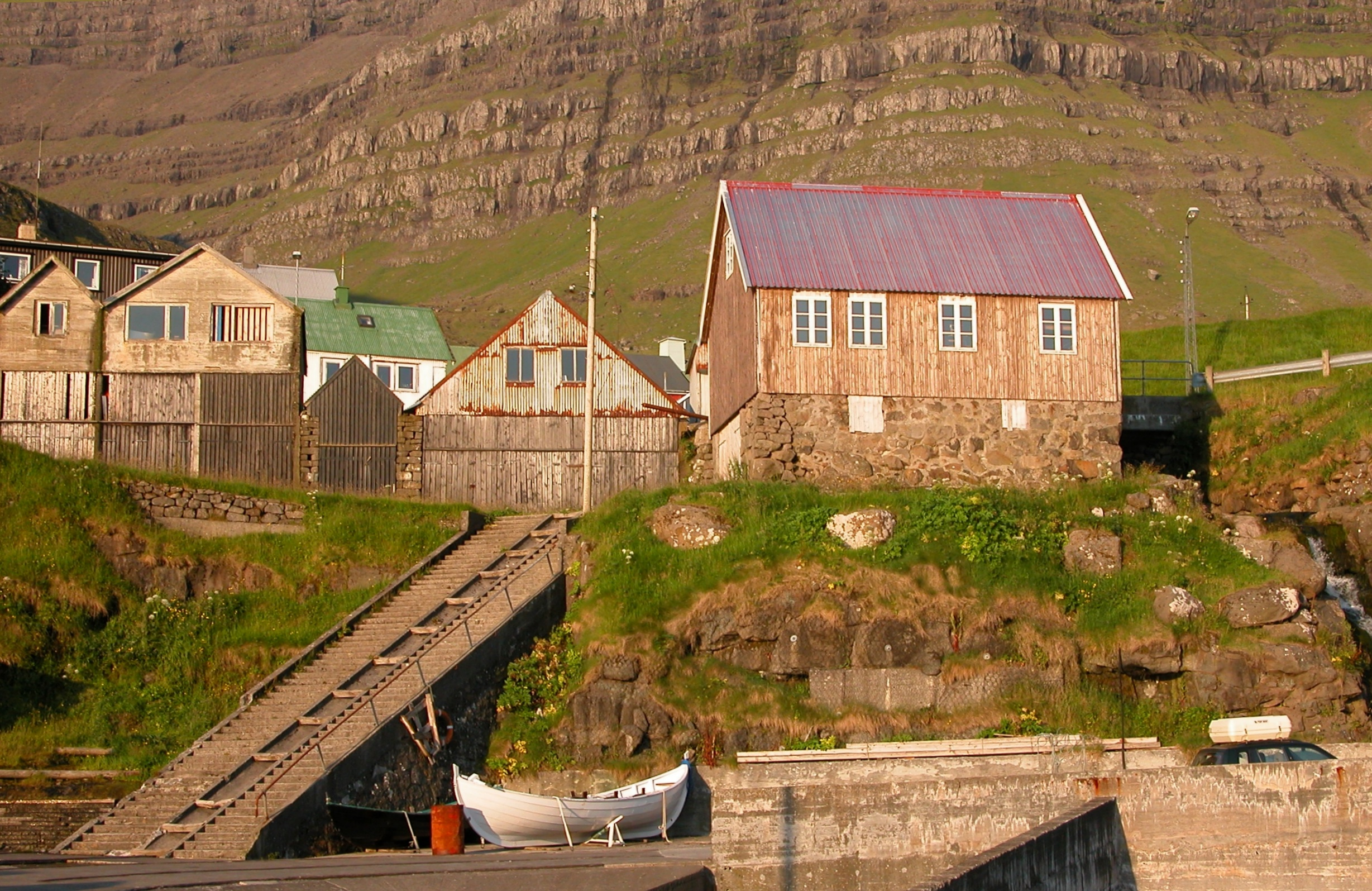
Lejárat a kikötőhöz

Kunoy az azonos nevű sziget két településének egyike. A sziget nyugati partján fekszik egy széles, de rövid völgyben, és magas hegyek veszik körül. A völgy megvédi a földcsuszamlásoktól és lavináktól, amik egyébként nagy veszélyt jelentenek a környéken. A falu településszerkezetileg három részre oszlik; közepén a Myllá patak folyik keresztül.
Fölötte egy apró erdő található, amelyben mind tűlevelű, mind lombhullató fák megtalálhatók. Feröeren kevés erdő van a juhok nagy száma miatt.

## Történelem
Első írásos említése az 1350-1400 között írt Kutyalevélben található.
A falu temploma 1867-ben épült. Az oltárkép és a csillár költségeit úgy adták össze, hogy minden halászhajó minden útja után egy halat adományozott a célra.

## Népesség
| Év              | Lakosság |
| --------------- | -------- |
| 1986. január 1. | 47       |
| 1991. január 1. | 45       |
| 1996. január 1. | 57       |
| 2001. január 1. | 68       |
| 2006. január 1. | 70       |

## Közlekedés
1988 óta a Kunoyartunnilin alagút köti össze a sziget keleti oldalán fekvő Haraldssunddal, ahonnan egy töltésen keresztül érhető el Klaksvík, autóval mintegy 15 perc alatt. Itt a végállomása a Klaksvíkba közlekedő 504-es busznak.